# Cecílio do Rego Almeida
Cecílio do Rego Almeida (Óbidos, 31 de janeiro de 1930 – Curitiba, 23 de março de 2008) foi um empresário brasileiro, engenheiro civil, fundador e presidente do Conselho de Administração do Grupo CR Almeida, que reúne mais de 30 empresas e atua nas áreas de construção pesada, concessão de rodovias e logística de transporte e química e explosivos.

## Biografia
Nasceu em 31 de janeiro de 1930 em Óbidos, Pará e se transferiu para o Paraná aos 7 anos de idade, com os pais e irmãos. Começou a trabalhar aos 9 anos, vendendo sementes para lavradores, laranja e palmito. Aos 14 anos prestou concurso para os Correios, onde começou a trabalhar como estafeta. Foi nos Correios, como operador da máquina Baudot, de cinco teclas, que adquiriu o hábito que levou até o fim da vida, de dedilhar à mesa durante reuniões de trabalho e conversas com os amigos.
Aos 16 anos pediu para que seu pai, Raymundo Almeida, o emancipasse. Foi quando contraiu um empréstimo junto ao Ipase no valor de 5 contos para abrir uma loja de calçados. A partir de 1949, quando começou o curso de Engenharia, passou a dar aulas de Matemática durante o dia e a trabalhar nos Correios à noite.

### Grupo CR Almeida
Em 1958, depois de trabalhar na empresa Lysimaco da Costa, a maior firma de engenharia da época, fundou a Engenharia e Construções Grupo CR Almeida Ltda, em sociedade com seu irmão, o médico Félix do Rego Almeida. Treze anos depois comprou a Lysimaco, segunda empresa a fazer parte do que hoje é o Grupo CR Almeida.
A CR Almeida nasceu construindo bueiros em beira de estradas e cresceu muito ao participar de obras públicas. Cecílio Almeida, sempre repetia um pensamento conhecido por todos os seus mais de 3 mil colaboradores diretos: "Confiando neste país, joguei e ganhei. Quem jogou na crise brasileira, perdeu. Eu joguei no desenvolvimento."
Entre as principais obras executadas pela Grupo CR Almeida estão a BR 277 (Curitiba-Paranaguá), Estrada de Ferro Central do Paraná, pavimentação das rodovias Belém-Brasília e Rio-Santos, construção da freeway Porto Alegre-Osório, construção da Usina Hidrelétrica de São Simão, a segunda maior do Brasil e, mais recentemente, a duplicação da Rodovia dos Imigrantes.

### Morte
Faleceu em Curitiba, Paraná, aos 78 anos de idade, após sentir-se mal pela manhã e ter sido internado na UTI do Hospital Santa Cruz.
Almeida foi casado pela segunda vez com Ângela Brandão Almeida e possui seis filhos - Ricardo, Denise, Roberto, César, Guilherme e Marcelo - e 21 netos.